# 和其奴
和其奴（?—469年2月24日），胡姓素和氏，代人，北魏官员。

## 生平
和其奴年少時有操行，善於射御。初為三郎，轉為羽林中郎，以恭勤致稱。賜爵東陽子，除奮武將軍。文成帝拓跋濬即位初年，遷任尚書，加散騎常侍，進爵平昌公，拜為安南將軍，又遷為尚書左僕射。
太安元年（455年），朝廷下詔羣臣議立皇太子名。和其奴與司徒陸麗等以為宜以德命名，文成帝同意。又與河東王閭毗、太宰常英等並平尚書事。在官慎法，不受私請。當時以西征吐谷渾諸將淹停不進，久囚未決。和其奴與尚書毛法仁等窮問其狀連日，一具伏誅。
和平二年，魏文成帝拓跋濬南巡，从定州前往邺城，三月丁巳朔（461年3月27日），魏文成帝在灵丘亲自射箭越过山峰，侍中、尚书左仆射、安南将军、□□□、平昌公和其奴跟随参与了这次南巡。
和平六年（465年），和其奴遷任為司空，加侍中。文成帝駕崩，乙渾與林金閭擅殺尚書楊保年等。殿中尚書拓跋郁率殿中宿衞士意欲加兵於乙渾。乙渾懼怕，歸咎於林金閭，執下他以交付拓跋郁。當時和其奴以林金閭罪惡未分，乃逐林金閭出為定州刺史。
皇興元年（467年），長安鎮將東平王拓跋道符謀反，下詔和其奴領征西大將軍，率殿中精甲萬騎加以討伐，未至而拓拔道符兵敗身死，全軍退還。
皇興三年正月戊辰（469年2月24日），和其奴去世，內外大為歎惜。贈為平昌王，諡號為「宣」。其子和天受承襲爵位。

## 家庭

### 儿子
- 和天受，北魏弩库曹下大夫、平昌公
- 和他莫真，北魏侍中、吏部尚书、天水公[9]

## 延伸阅读
[在维基数据编辑]
 《魏書·卷44》，出自魏收《魏书》
 《北史·卷025》，出自李延壽《北史》